# Густав Гене
Густав Гене (нім. Gustav Höhne; 17 лютого 1893, Крішвіц — 1 липня 1951, Оберурсель) — німецький воєначальник, генерал піхоти вермахту. Кавалер Лицарського хреста Залізного хреста з дубовим листям.

## Біографія
Учасник Першої світової війни. Після демобілізації армії залишений в рейхсвері, служив у піхоті. З 1934 року командував батальйоном. З 10 листопада 1938 року — командир 28-го піхотного полку. Учасник Польської і Французької кампаній. З 25 жовтня 1940 року — командир 8-ї піхотної дивізії (з 1 грудня 1941 року — легкої, з 30 червня 1942 року — єгерської). Учасник Німецько-радянської війни. З 28 листопада 1942 року — командир корпусу «Лукас» (з 15 березня 1943 року — генеральне командування «Гене», з 29 лютого 1943 року — 8-й армійський корпус). 10 вересня 1944 року відправлений в резерв фюрера. З 1 грудня 1944 року — командир 89-го танкового корпусу. 8 травня 1945 року здався союзникам. В 1947 році звільнений.

## Звання
- Фанен-юнкер (27 березня 1911)
- Фенріх (18 листопада 1911)
- Лейтенант (18 серпня 1912)
- Оберлейтенант (27 січня 1916)
- Гауптман (1 травня 1922)
- Майор (1 лютого 1933)
- Оберстлейтенант (1 серпня 1935)
- Оберст (1 березня 1938)
- Генерал-майор (1 серпня 1940)
- Генерал-лейтенант (1 серпня 1942)
- Генерал піхоти (1 травня 1943)

## Нагороди
- Залізний хрест
  - 2-го класу (23 вересня 1914)
  - 1-го класу (31 серпня 1915)
- Ганзейський Хрест (Гамбург)
- Королівський орден дому Гогенцоллернів, лицарський хрест з мечами
- Нагрудний знак «За поранення» в сріблі
- Почесний хрест ветерана війни з мечами
- Медаль «У пам'ять 1 жовтня 1938» із застібкою «Празький град»
- Застібка до Залізного хреста
  - 2-го класу (24 вересня 1939)
  - 1-го класу (20 жовтня 1939)
- Лицарський хрест Залізного хреста з дубовим листям
  - лицарський хрест (30 червня 1941)
  - дубове листя (№ 238; 17 травня 1943)
- Сертифікат Пошани Головнокомандувача Сухопутних військ Вермахту (3 липня 1941)
- Медаль «За зимову кампанію на Сході 1941/42»
- Дем'янський щит (1943)